# صلیب

یک صلیب یونانی که در آن طول همه دسته‌ها یکسان است.

صلیب، معرب چلیپا در فارسی، شکلی هندسی شامل دو خط یا میله است که بر یکدیگر عمود باشند، به‌طوری‌که یک یا هر دو خط از وسط قطع شود. خط‌ها معمولاً به صورت عمودی یا افقی هستند.
صلیب یکی از نمادهای انسان باستانی است و در ادیان بسیاری از جمله در مسیحیت از آن استفاده شده است. صلیب نماینده تقسیم عالم به عناصر چهارگانه (یا جهت‌های چهارگانهٔ جهت‌یابی)، یا بیانی از مجموع مفاهیم الاهیات در خط عمودی و جهان در خط افقی است.

## نماد صلیب در فرهنگ‌های مختلف
علامت صلیب به‌عنوان نمادی در دین مسیحیت چندان تازه نیست و تقریباً دو هزار سال پیش از پیدایش مسیحیت نماد آشوری‌ها بوده است. مصریان نیز همین نماد را نشانهٔ زندگی جاوید می‌دانستند. در آیین مهرپرستی یا میتراییسم، صلیب نماد خورشید بود و اکنون، نمونه‌ای از آن در نقش رستم وجود دارد.
از طرفی دیگر، خود صلیب که ابزاری برای شکنجه و درنهایت اعدام بردگان بود، با مصلوب شدن مسیح به نماد عشق در مذهب مسیحیان تبدیل شد.
صلیب را رومیان برای مجازات استفاده می‌کردند. عیسی نیز بر روی یک صلیب رومی مصلوب شد.

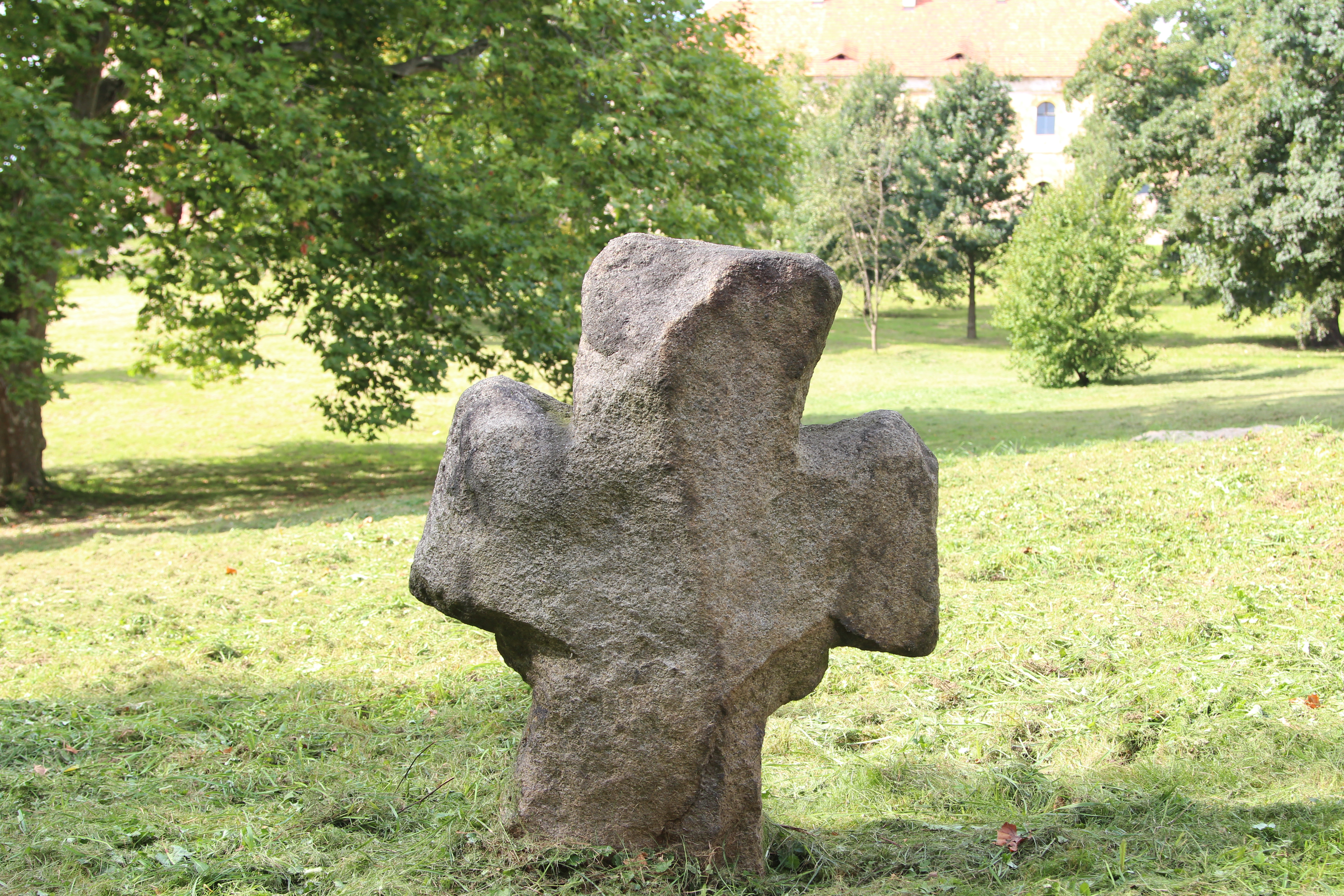
یک صلیب سنگی در لهستان

## نگارخانه
